# John Poppitt
John Poppitt (West Sleekburn, 25 marzo 1923 – Derby, 12 febbraio 2014) è stato un calciatore inglese, di ruolo difensore.

## Caratteristiche tecniche
Era un terzino destro.

## Carriera
Nella stagione 1945-1946 vince la FA Cup con il Derby County, con cui nelle 4 stagioni seguenti gioca in prima divisione, totalizzandovi complessivamente 16 presenze. Nell'estate del 1950 scende di categoria, accasandosi al QPR: qui, nell'arco di 4 stagioni (le prime 2 in Second Division e le successive 2 in Third Division South), gioca complessivamente 106 partite di campionato, senza mai segnare.
Nell'estate del 1954 lascia il QPR per accasarsi ai semiprofessionisti del Chelmsford City: si tratta della prima di una serie di squadre semiprofessionistiche con cui gioca per il resto della carriera, che termina nel 1967, all'età di 44 anni.

## Palmarès

### Club

#### Competizioni nazionali
- Coppa d'Inghilterra: 1

Derby County: 1945-1946

#### Competizioni regionali
- Staffordshire Senior Cup: 1

Burton Albion: 1955-1956
- Derbyshire Senior Cup: 1

Long Eaton United: 1964-1965